# أمناء جبل الهيكل
جماعة أمناء جبل الهيكل (بالعبرية: נאמני הר הבית؛ بالإنجليزية: Temple Mount and Eretz Yisrael Faithful Movement) حركة يهودية أرثوذكسية متعصبة مقرها القدس هدفها الكبير بناء معبد سليمان مكان المسجد الأقصى وإعادة معهد ممارسة التضحية الطقوسية. تأسست الحركة عام 1967 على يد غيرشون سالومون وهو ضابط في قوات الدفاع الإسرائيلية، أعضاؤها يدعون علنًا إلى هدم المسجد الأقصى، إضافة إلى طرد جميع المسلمين والمسيحيين مما يسمونه «أرض إسرائيل»، يقع مقرّها الرئيسي في مدينة القدس المحتلة، ولها فرعًا في الولايات المتحدة.

## أهداف الحركة على المدى البعيد
- 1- السيطرة على جبل الهيكل (المسجد الأقصى) بدل «الاحتلال» العربي الإسلامي
- 2- وضع قبة الصخرة كمعلم سياحي يدل على «الغزو» الإسلامي
- 3- بناء الهيكل الثالث مكان المسجد الاقصى
- 4- نقل الأضرحة الإسلامية إلى مدينة مكة المكرمة في السعودية لتسهيل بناء الهيكل
- 5- تكريس العمل لجعل جبل الهيكل المركز الأخلاقي والروحي لإسرائيل والشعب اليهودي حيث معقل الديانة اليهودية
- 6- لم شمل الشعب اليهودي من كافة أنحاء العالم وزيادة عددهم إلى مليار نسمة بحلول نهاية القرن
- 7- طرد جميع المسلمين والمسيحيين من «أرض إسرائيل»

بسبب هذه الأهداف حرمت الشرطة الإسرائيلية في القدس (مؤقتاً) مؤسس الحركة من الصعود إلى المسجد الأقصى.
‌